# Österreichische Fußball-Frauenmeisterschaft 2016/17
Die österreichische Fußball-Frauenmeisterschaft wurde 2016/17 zum 45. Mal nach der 35-jährigen Pause zwischen 1938 und 1972 ausgetragen. Die höchste Spielklasse ist die ÖFB Frauen-Bundesliga und wurde zum 4. Mal durchgeführt. Die zweithöchste Spielklasse (2. Liga), in dieser Saison die 38. Auflage, wurde in zwei regionale Ligen unterteilt, wobei die 2. Liga Mitte/West zum 8. Mal und die 2. Liga Ost/Süd zum 6. Mal durchgeführt wurde. Die Saison dauerte von Mitte August bis Mitte Juni.
Österreichischer Fußballmeister wurde zum 3. Mal in Folge SKN St. Pölten Frauen. Die Meister der zweithöchsten Spielklasse wurden FFC Vorderland (Mitte/West) und SKN St. Pölten Frauen II (Ost/Süd). In den Relegationsspielen konnte sich FFC Vorderland durchsetzen und war somit berechtigt in der Saison 2017/18 in der ÖFB Frauen-Bundesliga zu spielen.

## Erste Leistungsstufe – ÖFB Frauen-Bundesliga

### Modus
Im Rahmen des im Meisterschaftsmodus durchgeführten Bewerbes spielt jede Mannschaft zweimal gegen jede teilnehmende gegnerische Mannschaft (Hin- und Rückrunde). Das Heimrecht ergibt sich durch die Auslosung.

### Saisonverlauf
Die ÖFB Frauen-Bundesliga endete, wie die letzten Saisonen davor, mit dem Meistertitel für den SKN St. Pölten Frauen, der mit 52 Punkten und einem Torverhältnis von plus 82 vor dem SK Sturm Graz gewann.

### Abschlusstabelle
Die Meisterschaft endete mit folgendem Ergebnis:
| Pl.                            | Verein                       | Sp. | S  | U | N  | Tore    | Diff. | Punkte |
| ------------------------------ | ---------------------------- | --- | -- | - | -- | ------- | ----- | ------ |
| 1.                             | SKN St. Pölten Frauen (M, C) | 18  | 17 | 1 | 0  | 092:100 | +82   | 52     |
| 2.                             | SK Sturm Graz                | 18  | 12 | 3 | 3  | 054:180 | +36   | 39     |
| 3.                             | SV Neulengbach               | 18  | 12 | 3 | 3  | 041:160 | +25   | 39     |
| 4.                             | USC Landhaus                 | 18  | 10 | 3 | 5  | 043:250 | +18   | 33     |
| 5.                             | Union Kleinmünchen           | 18  | 11 | 0 | 7  | 038:300 | +8    | 33     |
| 6.                             | SKV Altenmarkt               | 18  | 7  | 2 | 9  | 032:270 | +5    | 23     |
| 7.                             | FC Bergheim Damen (RG)       | 18  | 4  | 5 | 9  | 022:390 | −17   | 17     |
| 8.                             | DFC LUV Graz                 | 18  | 2  | 3 | 13 | 011:620 | −51   | 09     |
| 9.                             | FC Südburgenland             | 18  | 2  | 2 | 14 | 011:610 | −50   | 08     |
| 10.                            | FC Wacker Innsbruck          | 18  | 1  | 2 | 15 | 009:650 | −56   | 05     |
| Stand: Endstand. Quelle: NOeFV |                              |     |    |   |    |         |       |        |

| (M)  | Österreichischer Fußball-Frauenmeister 2015/16 |
| (C)  | ÖFB-Ladies-Cup-Sieger 2015/16                  |
| (RG) | Gewinner der Relegation der Saison 2015/16     |

Qualifiziert über die Relegation
- 2. Liga Mitte/West – 2. Liga Ost/Süd: FFC Vorderland (Relegation zur ÖFB Frauen-Bundesliga)

### Torschützenliste
Die Torschützenliste führte Fanny Vágó vor Stefanie Enzinger und Mateja Zveran.
| Pl. | Nat.       | Spieler               | Verein                | Tore |
| --- | ---------- | --------------------- | --------------------- | ---- |
| 01. | Ungarn     | Fanny Vágó            | SKN St. Pölten Frauen | 21   |
| 02. | Osterreich | Stefanie Enzinger     | SK Sturm Graz         | 20   |
| 03. | Slowenien  | Mateja Zver           | SKN St. Pölten Frauen | 16   |
| 04. | Osterreich | Viktoria Pinther      | SKN St. Pölten Frauen | 12   |
| 05. | Osterreich | Christine Schiebinger | SKV Altenmarkt        | 11   |
| 06. | Osterreich | Katharina Naschenweng | SK Sturm Graz         | 10   |

## Zweite Leistungsstufe – 2. Liga
Die 2. Liga stellt die zweithöchste Leistungsgruppe im österreichischen Frauenfußball dar. Um die Kosten für die Vereine zu reduzieren, wird diese in zwei regionalen Gruppen ausgespielt: 2. Liga Mitte/West und 2. Liga Ost/Süd.
Die zweite Leistungsstufe bestand aus zwei Ligen, getrennt nach Regionen:
- 2. Liga Mitte/West mit den Vereinen aus Oberösterreich (OFV), Salzburg (SFV), Tirol (TFV) und Vorarlberg (VFV) und
- 2. Liga Ost/Süd mit den Vereinen aus Burgenland (BFV), Kärnten (KFV), Niederösterreich (NÖFV), Steiermark (StFV) und Wien (WFV).

In der 2. Liga spielen maximal 24 Teams um den Aufstieg in die ÖFB Frauen-Bundesliga. In der Saison 2016/17 spielten insgesamt 19 Teams um den Aufstieg in die ÖFB Frauen-Bundesliga, sieben zweite Mannschaften von Vereinen waren nicht aufstiegsberechtigt.
Der allgemeine Modus sieht vor, dass in der jeweiligen Liga jedes Team gegeneinander antrat. Die Meister der beiden Ligen spielten in einer Relegation um den Aufstieg in die ÖFB Frauen-Bundesliga. Der Tabellenletzte der jeweiligen Liga stieg ab.

### 2. Liga Mitte/West

#### Modus
Im Rahmen des im Meisterschaftsmodus durchgeführten Bewerbes spielte jede Mannschaft dreimal gegen jede teilnehmende gegnerische Mannschaft (eine Hinrunde mit einer Rückrunde, anschließend wird noch eine Hinrunde gespielt). Das Heimrecht ergibt sich durch die Auslosung.

#### Saisonverlauf
Der FFC Vorderland gewann die 2. Liga Mitte/West und ist berechtigt die Relegation für die ÖFB Frauen-Bundesliga für die Saison 2017/18 zu spielen.

#### Abschlusstabelle
Die Meisterschaft endete mit folgendem Ergebnis:
| Pl.                          | Verein                               | Sp. | S  | U | N  | Tore    | Diff. | Punkte |
| ---------------------------- | ------------------------------------ | --- | -- | - | -- | ------- | ----- | ------ |
| 1.                           | FFC Vorderland                       | 18  | 16 | 0 | 2  | 101:150 | +86   | 48     |
| 2.                           | RW Rankweil 2LMW2                    | 18  | 15 | 1 | 2  | 064:190 | +45   | 46     |
| 3.                           | Heeres SV Wals                       | 18  | 10 | 0 | 8  | 053:280 | +25   | 30     |
| 4.                           | SV Taufkirchen/Pram (RG)             | 18  | 6  | 2 | 10 | 020:440 | −24   | 20     |
| 5.                           | SPG Flo-Soccer Linz/SU Wolfern 2LMW1 | 18  | 6  | 1 | 11 | 017:530 | −36   | 19     |
| 6.                           | Union Geretsberg                     | 18  | 5  | 0 | 13 | 022:510 | −29   | 15     |
| 7.                           | FC Wacker Innsbruck II 2LMW2         | 18  | 3  | 0 | 15 | 012:790 | −67   | 09     |
| Stand: Endstand. Quelle: OFV |                                      |     |    |   |    |         |       |        |

| (RG) | Gewinner der Relegation der Saison 2015/16 |

Aufsteiger
- kein Aufsteiger oder Qualifikant über die Relegation für die Saison 2015/16

#### Torschützenliste
In der 2. Liga Mitte/West war Ysaura Candelaria Viso Garrido die beste Torschützin.
| Pl. | Nat.       | Spieler                        | Verein         | Tore |
| --- | ---------- | ------------------------------ | -------------- | ---- |
| 01. | Osterreich | Ysaura Candelaria Viso Garrido | FFC Vorderland | 28   |
| 02. | Osterreich | Verena Müller                  | FFC Vorderland | 27   |
| 03. | Osterreich | Veronika Vonbrül               | RW Rankweil    | 22   |
| 04. | Osterreich | Sheila Sanchez Pose            | FFC Vorderland | 21   |
| 05. | Osterreich | Michaela Eder                  | Heeres SV Wals | 19   |
| 06. | Osterreich | Natalie Hofinger               | SV Taufkirchen | 14   |

### 2. Liga Ost/Süd

#### Modus
Im Rahmen des im Meisterschaftsmodus durchgeführten Bewerbes spielte jede Mannschaft zweimal gegen jede teilnehmende gegnerische Mannschaft (Hin- und Rückrunde). Das Heimrecht ergibt sich durch die Auslosung.

#### Saisonverlauf
Die 2. Mannschaft von SKN St. Pölten Frauen gewann die 2. Liga Mitte/West. Da zweite Mannschaften nicht in die ÖFB Frauen-Bundesliga nicht aufstiegsberechtigt waren, spielt der Zweitplatzierte, ASK Erlaa, Relegation für die ÖFB Frauen-Bundesliga für die Saison 2017/18.

#### Abschlusstabelle
Die Meisterschaft endete mit folgendem Ergebnis;
| Pl.                            | Verein                              | Sp. | S  | U | N  | Tore    | Diff. | Punkte |
| ------------------------------ | ----------------------------------- | --- | -- | - | -- | ------- | ----- | ------ |
| 1.                             | SKN St. Pölten Frauen II            | 22  | 16 | 3 | 3  | 080:320 | +48   | 51     |
| 2.                             | ASK Erlaa (RV)                      | 22  | 16 | 2 | 4  | 090:260 | +64   | 50     |
| 3.                             | SV Neulengbach II 2LOS1             | 22  | 15 | 3 | 4  | 086:300 | +56   | 48     |
| 4.                             | FC Altera Porta                     | 22  | 12 | 3 | 7  | 064:540 | +10   | 39     |
| 5.                             | SPG FC Feldkirchen/SV Magdalensberg | 22  | 11 | 3 | 8  | 036:350 | +1    | 36     |
| 6.                             | FSG Eggendorf/SV Kottingbrunn (RG)  | 22  | 10 | 5 | 7  | 046:370 | +9    | 35     |
| 7.                             | SK Sturm Graz II                    | 22  | 10 | 3 | 9  | 049:490 | ±0    | 33     |
| 8.                             | Carinthians Spittal (A)             | 22  | 9  | 4 | 9  | 052:420 | +10   | 31     |
| 9.                             | SKV Altenmarkt II                   | 22  | 8  | 3 | 11 | 034:540 | −20   | 27     |
| 10.                            | USC Landhaus II                     | 22  | 6  | 4 | 12 | 030:430 | −13   | 22     |
| 11.                            | FC Südburgenland II 2LOS2           | 22  | 2  | 1 | 19 | 010:840 | −74   | 07     |
| 12.                            | UDFC Hof bei Straden                | 22  | 0  | 0 | 22 | 022:113 | −91   | 0      |
| Stand: Endstand. Quelle: NOeFV |                                     |     |    |   |    |         |       |        |

| (A)  | Absteiger aus der Bundesliga 2015/16        |
| (RV) | Verlierer der Relegation der Saison 2015/16 |
| (RG) | Gewinner der Relegation der Saison 2015/16  |

Qualifiziert über die Relegation
- Landesliga Kärnten – Landesliga Steiermark: Wildcats Krottendorf (Relegation zur 2. Liga Ost/Süd)
- Landesliga Niederösterreich – Landesliga Wien: SV Horn (Relegation zur 2. Liga Ost/Süd)

#### Torschützenliste
In der 2. Liga Ost/Süd traf Maria Gstöttner vor Ines Ruiss und Julia Wagner die meisten Tore.
| Pl. | Nat.       | Spieler             | Verein                            | Tore |
| --- | ---------- | ------------------- | --------------------------------- | ---- |
| 01. | Osterreich | Maria Gstöttner     | SV Neulengbach II                 | 34   |
| 02. | Osterreich | Ines Ruiss          | FC Altera Porta                   | 33   |
| 03. | Osterreich | Julia Wagner        | SK Sturm Graz II                  | 20   |
| 04. | Osterreich | Evelin Kurz         | SKN St. Pölten Frauen II          | 16   |
| 05. | Osterreich | Isabella Dujmenovic | ASK Erlaa                         | 12   |
| 06. | Osterreich | Natascha Celouch    | FSG ASK Eggendorf/SV Kottingbrunn | 11   |

## Relegation

### Relegation zur ÖFB Frauen-Bundesliga
Die Relegation zur ÖFB Frauen-Bundesliga bestreiten der Meister der 2. Liga Mitte/West, FFC Vorderland und der ASK Erlaa, der in der 2. Liga Ost/Süd hinter der 2. Mannschaft von SKN St. Pölten Frauen Zweiter wurde.
| Datum                               |                  | Gesamt |                       | Hinspiel  | Rückspiel |
| ----------------------------------- | ---------------- | ------ | --------------------- | --------- | --------- |
| 10.06.2017, 10:30 17.06.2017, 11:00 | ASK Erlaa (2LOS) | 4:5    | FFC Vorderland (2LMW) | 2:2 (0:1) | 2:3 (0:2) |

| Legende: (2LMW): 2. Liga Mitte/West, (2LOS): 2. Liga Ost/Süd |

### Relegation zur 2. Liga Mitte/West
Im Westen wurde eine Relegation zur 2. Liga Mitte/West weder in der Landesliga Mitte-Region noch in der Landesliga West-Region ausgetragen.

### Relegation zur 2. Liga Ost/Süd
Landesliga Ost-Region
In der Landesliga Ost-Region wurden zwei Relegationsspiele ausgespielt, in dem die Meisterinnen aus Niederösterreich und Wien in einem Hin- und Rückspiel um den Aufstieg kämpften.
| Datum                               |                | Gesamt |                               | Hinspiel  | Rückspiel |
| ----------------------------------- | -------------- | ------ | ----------------------------- | --------- | --------- |
| 10.06.2017, 19:00 15.06.2017, 18:00 | SV Horn (LLNÖ) | 4:2    | Wiener Sportklub Frauen (LLW) | 2:1 (1:1) | 2:1 (2:1) |

| Legende: (LLNÖ): Niederösterreich, (LLW): Wien |

Landesliga Süd-Region
Es gab in der Landesliga Süd-Region zwei Relegationsspiele um den Aufstieg in die 2. Liga Ost/Süd für die Saison 2015/16, in dem die Meisterinnen aus Kärnten und Steiermark in einem Hin- und Rückspiel den Aufsteiger ermittelten.
| Datum                               |                             | Gesamt |                             | Hinspiel  | Rückspiel |
| ----------------------------------- | --------------------------- | ------ | --------------------------- | --------- | --------- |
| 10.06.2017, 14:00 15.06.2017, 16:00 | SV St. Jakob/Rosental (LLK) | 0:4    | Wildcats Krottendorf (LLSt) | 0:1 (0:0) | 0:3 (0:1) |

| Legende: (LLK): Kärnten, (LLSt): Steiermark |